# Хънтингтън (Ню Йорк)
Вижте пояснителната страница за други значения на Хънтингтън.
Хънтингтън (на английски: Huntington) е град в окръг Съфолк, Ню Йорк, Съединени американски щати. Намира се на северния бряг на остров Лонг Айлънд, на 50 km източно от центъра на град Ню Йорк. Населението му е 203 276 души (по приблизителна оценка от 2017 г.).
В Хънтингтън е родена певицата Марая Кери (р. 1969).